# Vienna Open 2018 - Qualificazioni singolare
Le qualificazioni del singolare al Vienna Open 2018 sono state un torneo di tennis preliminare per accedere alla fase finale della manifestazione. I vincitori dell'ultimo turno sono entrati di diritto nel tabellone principale. In caso di ritiro di uno o più giocatori aventi diritto a questi sono subentrati i lucky loser, ossia i giocatori che hanno perso nell'ultimo turno ma che avevano una classifica più alta rispetto agli altri partecipanti che avevano comunque perso nel turno finale.

## Teste di serie
1. Pierre-Hugues Herbert (qualificato)
2. Denis Kudla (qualificato)
3. Guido Pella (ultimo turno)
4. Michail Kukuškin (qualificato)

1. Andrej Rublëv (ultimo turno, lucky loser)
2. Cameron Norrie (ultimo turno, lucky loser)
3. Bradley Klahn (primo turno)
4. Ruben Bemelmans (qualificato)

## Qualificati
1. Pierre-Hugues Herbert
2. Denis Kudla

1. Ruben Bemelmans
2. Michail Kukuškin

### Lucky loser
1. Andrej Rublëv

1. Cameron Norrie

## Tabellone

### Legenda
| - Q = Qualificato - WC = Wild card - LL = Lucky loser | - ALT = Alternate - SE = Special Exempt - PR = Protected Ranking | - w/o = Walkover - r = Ritirato - d = Squalificato |

### Sezione 1
|  | Primo turno | Primo turno           | Primo turno           | Primo turno | Primo turno |  |  | Ultimo turno | Ultimo turno          | Ultimo turno | Ultimo turno | Ultimo turno |  |
|  |             |                       |                       |             |             |  |  |              |                       |              |              |              |  |
|  | 1           | Pierre-Hugues Herbert | Pierre-Hugues Herbert | 6           | 6           |  |  |              |                       |              |              |              |  |
|  | WC          | Jurij Rodionov        | Jurij Rodionov        | 1           | 2           |  |  | 1            | Pierre-Hugues Herbert | 4            | 7            | 7            |  |
|  |             | Peter Polansky        | Peter Polansky        | 2           | 1           |  |  | 6            | Cameron Norrie        | 6            | 64           | 5            |  |
|  | 6           | Cameron Norrie        | Cameron Norrie        | 6           | 6           |  |  |              |                       |              |              |              |  |

### Sezione 2
|  | Primo turno | Primo turno         | Primo turno | Primo turno | Primo turno |  |  | Ultimo turno | Ultimo turno        | Ultimo turno | Ultimo turno | Ultimo turno |  |
|  |             |                     |             |             |             |  |  |              |                     |              |              |              |  |
|  | 2           | Denis Kudla         | 7           | 4           | 6           |  |  |              |                     |              |              |              |  |
|  |             | Matthias Bachinger  | 63          | 6           | 3           |  |  | 2            | Denis Kudla         | 6            | 2            | 6            |  |
|  | Alt         | Serhij Stachovs'kyj | 65          | 6           | 6           |  |  | Alt          | Serhij Stachovs'kyj | 1            | 6            | 2            |  |
|  | 7           | Bradley Klahn       | 7           | 4           | 4           |  |  |              |                     |              |              |              |  |

### Sezione 3
|  | Primo turno | Primo turno     | Primo turno | Primo turno | Primo turno |  |  | Ultimo turno | Ultimo turno    | Ultimo turno    | Ultimo turno | Ultimo turno |  |
|  |             |                 |             |             |             |  |  |              |                 |                 |              |              |  |
|  | 3           | Guido Pella     | 6(1)        | 6           | 3           |  |  |              |                 |                 |              |              |  |
|  |             | Jürgen Zopp     | 7           | 2           | 4r          |  |  | 3            | Guido Pella     | Guido Pella     | 4            | 0            |  |
|  | WC          | Sebastian Ofner | 6           | 3           | 4           |  |  | 8            | Ruben Bemelmans | Ruben Bemelmans | 6            | 6            |  |
|  | 8           | Ruben Bemelmans | 3           | 6           | 6           |  |  |              |                 |                 |              |              |  |

### Sezione 4
|  | Primo turno | Primo turno      | Primo turno      | Primo turno | Primo turno |  |  | Ultimo turno | Ultimo turno     | Ultimo turno     | Ultimo turno | Ultimo turno |  |
|  |             |                  |                  |             |             |  |  |              |                  |                  |              |              |  |
|  | 4           | Michail Kukuškin | Michail Kukuškin | 7           | 6           |  |  |              |                  |                  |              |              |  |
|  | Alt         | Václav Šafránek  | Václav Šafránek  | 5           | 2           |  |  | 4            | Michail Kukuškin | Michail Kukuškin | 6            | 6            |  |
|  | Alt         | Lucas Miedler    | Lucas Miedler    | 1           | 2           |  |  | 5            | Andrej Rublëv    | Andrej Rublëv    | 2            | 3            |  |
|  | 5           | Andrej Rublëv    | Andrej Rublëv    | 6           | 6           |  |  |              |                  |                  |              |              |  |